# Кулизька сільська рада
| Кулизька сільська рада — колишній орган місцевого самоврядування у Літинському районі Вінницької області з адміністративним центром у с. Кулига. Сільській раді були підпорядковані населені пункти: - с. Кулига - с. Українка |

## Склад ради
Рада складалася з 14 депутатів та голови.

## Керівний склад сільської ради
| ПІБ                               | Основні відомості                                                                      | Дата обрання | Дата звільнення |
| --------------------------------- | -------------------------------------------------------------------------------------- | ------------ | --------------- |
| Марківський Віталій Станіславович | Сільський голова, 1966 року народження, освіта, член Соціалістичної партії України     | 26.03.2006   | 02.02.2009      |
| Мазуренко Олена Казимирівна       | Сільський голова, 1967 року народження, освіта, Всеукраїнське об'єднання «Батьківщина» | 24.05.2009   | 31.10.2010      |
| Мазуренко Олена Казимирівна       | Сільський голова, 1967 року народження, освіта незакінчена вища, позапартійна          | 31.10.2010   |                 |

Примітка: таблиця складена за даними джерела